# Inspektion der Marineinfanterie
Die Inspektion der Marineinfanterie war eine von 1889 bis 1914 bestehende militärische Dienststelle der Kaiserlichen Marine.

## Geschichte
Aus Anlass der Bildung des I. und II. See-Bataillons wurde durch Kabinettsorder vom 12. März 1889 zum 1. April 1889 die Inspektion der Marineinfanterie mit Sitz in Kiel geschaffen. Ihr waren die beiden Seebataillone und seit August 1898 das neu gebildete III. See-Bataillon unterstellt.
Aufgabe der Inspektion war, die Geschäfts- und Personalangelegenheiten der Marineinfanterie in Friedenszeiten zu leiten sowie die waffenmäßige Aus- und Fortbildung zu überwachen. Dazu konnte der Inspekteur ohne höhere Genehmigung bis zu drei Reisen jährlich nach Wilhelmshaven unternehmen, um das dort stationierte II. See-Bataillon zu begutachten. Für weitere Reisen war die Erlaubnis der Admiralität einzuholen. Zugleich war er Präses der Musterungskommission der Marineinfanterie. 
Die Inspektion wurde von einem Inspekteur mit dem Rang und den Gebührnissen eines Regimentskommandeurs angeführt, der zugleich auch mit der Wahrnehmung der Geschäfte als Kommandant von Kiel beauftragt war. Er war in allen persönlichen Angelegenheiten dem Chef der Marinestation der Ostsee unterstellt.
Mit Ausbruch des Ersten Weltkriegs hörte die Inspektion auf zu bestehen. Die Seebataillone traten unter das Kommando der Marinestationen und gingen mit der Bildung des 1. und 2. Marine-Infanterie-Regiments am 27. August 1914 in diesen Formationen auf.

## Inspekteure
| Dienstgrad            | Name                        | Datum                                                                      |
| --------------------- | --------------------------- | -------------------------------------------------------------------------- |
| Oberst                | Georg von Roques            | 01. April 1889 bis 24. März 1890                                           |
| Oberstleutnant/Oberst | Oldwig von Natzmer          | 24. März 1890 bis 9. Februar 1891                                          |
| Oberst                | Maximilian von Mützschefahl | 14. Februar 1891 bis 14. Juli 1893                                         |
| Oberstleutnant/Oberst | Heinrich von Fransecky      | 15. Juli 1893 bis 15. Juni 1896                                            |
| Oberst/Generalmajor   | Paul von Hoepfner           | 16. Juni 1896 bis 22. März 1902                                            |
| Major                 | von Kehler                  | 25. Juni bis 1. August 1900 (mit der Wahrnehmung der Geschäfte beauftragt) |
| Major/Oberstleutnant  | Karl Dürr                   | 01. August 1900 bis 3. August 1901 (als stellvertretender Inspekteur)      |
| Oberstleutnant/Oberst | Karl Dürr                   | 22. März 1902 bis 19. Juli 1904                                            |
| Major                 | Theophil von Barsewisch     | 20. Januar bis 3. Mai 1904 (mit der Wahrnehmung der Geschäfte beauftragt)  |
| Oberst/Generalmajor   | Otto Wyneken                | 20. Juli 1904 bis 3. April 1908                                            |
| Oberst                | Franz Georg von Glasenapp   | 04. April bis 18. Oktober 1908                                             |
| Oberst/Generalmajor   | Richard von Bodungen        | 18. Oktober 1908 bis 18. Dezember 1911                                     |
| Oberst/Generalmajor   | Viktor Albrecht             | 19. Dezember 1911 bis 2. Juli 1913                                         |
| Oberst/Generalmajor   | Carl von Wichmann           | 02. Juli 1913 bis 1. August 1914                                           |